# ピエール・フランソワ・ド・リゴー
ヴォードルイユ＝カヴァニャル侯爵ピエール・フランソワ・ド・リゴー（Pierre de Rigaud de Vaudreuil de Cavagnal, Marquis de Vaudreuil 1698年11月22日 - 1778年8月4日、以下ヴォードルイユ）は、フランスの侯爵であり、士官であり、最後のヌーベルフランスの総督を務めた人物である。

## 来歴
父フィリップ・ド・リゴー・ド・ヴォードルイユの後を追ってフランス海軍に入隊し、ヌーベルフランス植民地での任務に就く。10歳で、植民地の正規軍の少尉に任命された後、軍で昇進を重ね、トロワリビエールの総督を1733年から1742年まで務め、その後は、1753年まで、ルイジアナ総督として、前任のビヤンヴィルからニューオーリンズの運営を引き継いだ。ここでヴォードルイユの手腕が発揮され、植民地の経済はかなり安定したものとなった。1755年には、ヌーベルフランスの総督に就任した。カナダ生まれで、ヌーベルフランスの総督となったのはヴォードルイユのみである。七年戦争（北米植民地戦争）の軍事活動に関して全権委任されたが、ヌーベルフランスの海軍と民兵の力を、フランス本国の陸軍の正規部隊6隊で補強しようとしたため、ことがややこしくなってしまった。この部隊の指揮官は、ディスカウ男爵、サン・ベラン侯ルイ＝ジョゼフ・ド・モンカルム、レビ伯と3人替わった。
フランスは、イギリスに対して勝利すべく骨を折ったが、フランス正規軍と総督の考えの違いが、この努力にかなりの支障をきたすようになった。ヴォードルイユは、カナダ式の辺境でのゲリラ戦を主張したが、モンカルムは、植民地の中心地に部隊を集めての、防御中心の、ヨーロッパ式のやり方を優先した。エイブラハム平原の戦いで、モンカルムが敗れた後、ヴォードルイユは、ケベックの駐屯隊長ジャン＝バティスト＝ニコラ＝ロック・ド・ラムゼイに、出来るだけ現状を持ちこたえさせること、しかし、今後も起こるであろう急襲に耐えるよりは、ケベックを降伏させる方を認めるという命令を出した。ヴォードルイユはその翌年、新たに指揮官となったレビと作戦を行うことにしたが、レビの、サントフォワの戦いでのイギリス相手の完勝にもかかわらず、春にイギリス艦隊がセントローレンス川を上ってきたため、モントリオールへの撤退を余儀なくされた。また、モントリオールにもイギリス兵が進軍しており、カナダ側の脱走兵も相次いだ。

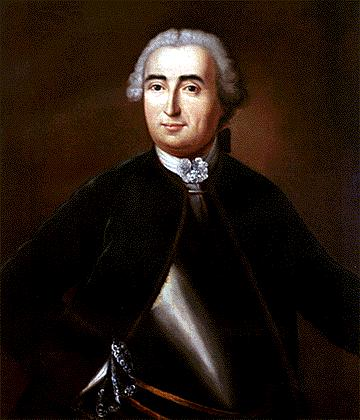
モンカルム将軍

植民地の住民を、戦乱から守ろうとするも代案が見つからず、ヴォードルイユは9月8日にモントリオールで降伏した。降伏の前に、やはり植民地の人間を、財産や法律や宗教の面で保護できるよう、軍の同意を得るべく交渉し続けたが、軍にとってはこれらは何ら戦功にはならぬものであり、この降伏で、ヴォードルイユはフランス本国の軍と宮廷からかなりの批判を受けた。フランス政府は、ヌーベルフランスを失ったこと、また、そこでの戦争で多額の出費をしたことに関しての非難のはけ口を必要としていた。海軍、陸軍の両大臣が責めを引き受けるのは期待できず、モンカルムは既に死亡しており、陸軍をとがめることは、国王が許しそうにもなかった。ヴォードルイユと財務官のフランソワ・ビゴとがその役目を引き受けたのは当然ともいえた。1761年の11月17日、ビゴはバスティーユ牢獄に投獄され、そしてヴォードルイユも、1762年の3月30日に投獄された。この一連の投獄は「アフェール・デュ・カナダ」（Affaire du Canada）と呼ばれる。しかしヴォードルイユは5月18日に仮釈放された。その後、1763年12月に正式釈放され、フランス軍での昇進の見返りにこぢんまりとした邸宅を与えられ、そこで引退後の14年間をすごしたのち、1778年8月4日に世を去った。

## レビ総司令官への文書

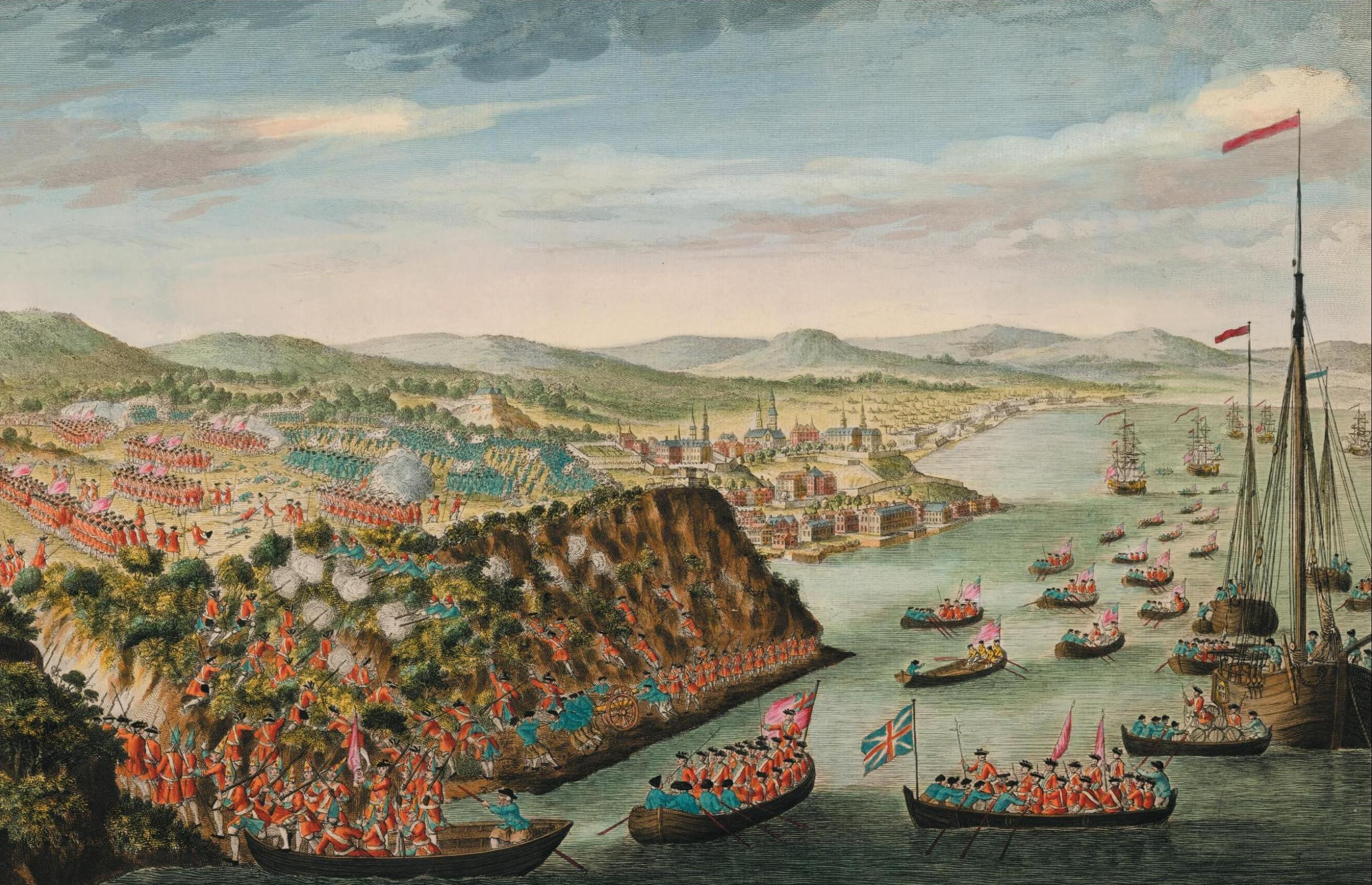
エイブラハム平原の戦い

エイブラハム平原で敗北した当日の9月13日に、ヴォードルイユがレビ総司令官に宛てた文書の一部である。
極めて不幸なことが起こってしまった。明け方、敵はアンス・デュ・フロンの司令官M・ド・ヴェルゴールを驚かせるようなことをやってのけたのである。彼らはたちどころにそこの岸を越え、気がつかないうちに聖ヨハネ通りにまで達していた。彼らはそこに少なくとも五〇〇〇人の軍隊を連ねていた。（中略）モンカルム（将軍）が第一分遣隊を伴って到着した。私は後方守備隊の一部を担っているので、歩兵部隊の進軍を急がせることにした。私は……ブーガンヴィルに命令を発したので、彼は、即時、ルージュ岬から精鋭部隊を五個師団、二台の野戦曲射砲、騎兵隊を伴って行進した。……われわれのなすべきことは……ブーガンヴィルの到着をただ待つことである。というのは、われわれが全力で戦っているうちに、敵は後方からの攻撃にもさらされることになろうからである。だが、作戦があまりにも早急に実施されたため、運命は我が方に味方しなかった。……その結果、わが方の現状は以下の如くである。一、われわれは、今後反撃を加えるほどの準備態勢にない。わが軍はあまりにも志気が低下しきっており、それを取り戻すこともできなくなっている。……二、私は植民地全体の条件付き降伏に同意できないし、その意向もない。
三、わが方の退却は、かくして万やむを得ないものである。……